# Con riêng
Con riêng hay Con kế (tiếng Anh: stepchild hay không chính thức stepkid) là đứa con đẻ riêng của người vợ hoặc chồng của một người, mà không phải của chính người đó, không có liên hệ sinh học hay thông qua việc nhận nuôi.

## Nhận thức
Khái niệm truyền thống và chặt chẽ của một "gia đình có con riêng" là một cặp vợ chồng đã kết hôn, trong đó vợ hoặc chồng đã có con từ trước khi họ chung sống với nhau. Gần đây, khái niệm này mở rộng bao gồm tất cả các cặp đôi sống thử, bất kể có kết hôn với nhau hay không.